# Liste der Hochhäuser auf Hawaii
In der Liste der Hochhäuser auf Hawaii werden die höchsten Hochhäuser auf der zu den USA gehörenden Inselgruppe von Hawaii ab einer strukturellen Höhe von 100 Metern aufgezählt. Das bedeutet die Höhe bis zum höchsten Punkt des Gebäudes ohne Antenne. Aufgezählt werden nur fertiggestellte und im Bau befindliche Hochhäuser.

## Auflistung der Hochhäuser nach Höhe
| Nr. | Name                                     | Stadt      | Höhe    | Etagen | Baujahr | Status |
| --- | ---------------------------------------- | ---------- | ------- | ------ | ------- | ------ |
| 1.  | Century Park Plaza Tower A               | Pearl City | 142,2 m | 43     | 1975    | Erbaut |
| =   | Century Park Plaza Tower B               | Pearl City | 142,2 m | 43     | 1975    | Erbaut |
| 3.  | First Hawaiian Center                    | Honolulu   | 130,8 m | 30     | 1996    | Erbaut |
| 4.  | Moana Pacific East Tower                 | Honolulu   | 128,5 m | 46     | 2008    | Erbaut |
| =   | Moana Pacific West Tower                 | Honolulu   | 128,5 m | 46     | 2008    | Erbaut |
| 6.  | Nauru Tower                              | Honolulu   | 127,4 m | 44     | 1992    | Erbaut |
| =   | Hokua at 1288 Ala Moana                  | Honolulu   | 127,4 m | 40     | 2006    | Erbaut |
| 8.  | Hawaiki Tower                            | Honolulu   | 121,9 m | 45     | 1999    | Erbaut |
| =   | One Waterfront Tower - Makai             | Honolulu   | 121,9 m | 45     | 1990    | Erbaut |
| =   | One Waterfront Tower - Mauka             | Honolulu   | 121,9 m | 45     | 1990    | Erbaut |
| =   | One Archer Lane                          | Honolulu   | 121,9 m | 41     | 1988    | Erbaut |
| =   | Imperial Plaza                           | Honolulu   | 121,9 m | 40     | 1992    | Erbaut |
| 13. | Ala Moana Hotel                          | Honolulu   | 120,7 m | 38     | 1970    | Erbaut |
| 14. | Keola Lai                                | Honolulu   | 118 m   | 42     | 2008    | Erbaut |
| =   | 1132 Bishop Street                       | Honolulu   | 118 m   | 31     | 1991    | Erbaut |
| 16. | The Watermark Waikiki                    | Honolulu   | 113,7 m | 37     | 2008    | Erbaut |
| 17. | Yacht Harbor Tower II                    | Honolulu   | 107 m   | 40     | 1973    | Erbaut |
| 18. | Ohana Maile Sky Court                    | Honolulu   | 106,7 m | 44     | 1984    | Erbaut |
| =   | The Windsor                              | Honolulu   | 106,7 m | 44     | 2003    | Erbaut |
| =   | Island Colony                            | Honolulu   | 106,7 m | 44     | 1978    | Erbaut |
| =   | Hawaiian Monarch Hotel                   | Honolulu   | 106,7 m | 43     | 1979    | Erbaut |
| =   | Endeavor Condominium                     | Honolulu   | 106,7 m | 42     | 1976    | Erbaut |
| =   | Resolution Condominium                   | Honolulu   | 106,7 m | 42     | 1976    | Erbaut |
| =   | Regency Tower                            | Honolulu   | 106,7 m | 42     | 1974    | Erbaut |
| =   | Executive Center                         | Honolulu   | 106,7 m | 41     | 1992    | Erbaut |
| =   | Franklin Towers                          | Honolulu   | 106,7 m | 41     | 1982    | Erbaut |
| =   | Century Center                           | Honolulu   | 106,7 m | 41     | 1978    | Erbaut |
| =   | Honolulu Park Place                      | Honolulu   | 106,7 m | 40     | 1989    | Erbaut |
| =   | Honolulu Tower                           | Honolulu   | 106,7 m | 40     | 1982    | Erbaut |
| =   | Canterbury Place                         | Honolulu   | 106,7 m | 40     | 1978    | Erbaut |
| =   | Yacht Harbor Tower I                     | Honolulu   | 106,7 m | 40     | 1972    | Erbaut |
| =   | The Aqua Waikiki Marina Towers           | Honolulu   | 106,7 m | 39     | 1984    | Erbaut |
| =   | Hyatt Regency Waikiki Ewa Tower          | Honolulu   | 106,7 m | 39     | 1976    | Erbaut |
| =   | Hyatt Regency Waikiki Diamond Head Tower | Honolulu   | 106,7 m | 39     | 1976    | Erbaut |
| =   | Waikiki Banyan Mauka Tower               | Honolulu   | 106,7 m | 38     | 1979    | Erbaut |
| =   | Royal Iolani Diamond Head Tower          | Honolulu   | 106,7 m | 38     | 1978    | Erbaut |
| =   | Royal Iolani Ewa Tower                   | Honolulu   | 106,7 m | 38     | 1978    | Erbaut |
| =   | Tapa Tower                               | Honolulu   | 106,7 m | 36     | 1982    | Erbaut |
| =   | Pacific Monarch                          | Honolulu   | 106,7 m | 34     | 1996    | Erbaut |
| =   | Pauahi Tower                             | Honolulu   | 106,7 m | 28     | 1984    | Erbaut |
| =   | Pearlridge Square                        | Waimalu    | 106,7 m | 43     | 1980    | Erbaut |
| 42. | Chateau Waikiki                          | Honolulu   | 106,4 m | 39     | 1975    | Erbaut |
| 43. | 2121 Ala Wai Boulevard                   | Honolulu   | 105,8 m | 41     | 1977    | Erbaut |
| =   | Waikiki Beach Tower                      | Honolulu   | 105,8 m | 39     | 1978    | Erbaut |
| 45. | Hawaii Prince I                          | Honolulu   | 105,6 m | 32     | 1990    | Erbaut |
| =   | Hawaii Prince II                         | Honolulu   | 105,6 m | 32     | 1990    | Erbaut |
| 47. | Royal Kuhio                              | Honolulu   | 105,5 m | 39     | 1976    | Erbaut |
| 48. | Nine O Nine Kapiolani                    | Honolulu   | 105 m   | 33     | 2007    | Erbaut |
| 49. | Century Square                           | Honolulu   | 104,9 m | 37     | 1982    | Erbaut |
| 50. | Waipuna Apartments                       | Honolulu   | 104,6 m | 38     | 1972    | Erbaut |
| 51. | Iolani Court Plaza                       | Honolulu   | 103,9 m | 40     | 1979    | Erbaut |
| =   | Waikiki Sunset                           | Honolulu   | 103,9 m | 37     | 1979    | Erbaut |
| 53. | Paoakalani Tower                         | Honolulu   | 103,6 m | 33     | 1979    | Erbaut |
| 54. | Hale Kaheka                              | Honolulu   | 102,7 m | 38     | 1982    | Erbaut |
| 55. | The Villa on Eaton Square                | Honolulu   | 102,1 m | 37     | 1975    | Erbaut |
| 56. | Ala Wai Plaza Skyrise                    | Honolulu   | 101,5 m | 38     | 1972    | Erbaut |
| =   | Kukui Plaza                              | Honolulu   | 101,5 m | 33     | 1976    | Erbaut |
| 58. | Mauka Tower                              | Honolulu   | 100,6 m | 30     | 1981    | Erbaut |
| 59. | Makai Tower                              | Honolulu   | 100,6 m | 30     | 1979    | Erbaut |